# Відстеження (комп'ютерна графіка)
Відстеженням (англ. tracking) називають визначення розташування рухомого об'єкта (декількох об'єктів) з часом за допомогою відеокамери. Алгоритм аналізує кадри відео і видає положення рухомих цільових об'єктів відносно кадру.
Основною проблемою відстеження є зіставлення положень цільового об'єкта на послідовних кадрах, особливо якщо об'єкт рухається швидко порівняно з частотою кадрів. Таким чином, системи відстеження зазвичай використовують модель руху, котра описує, як може змінюватись зображення цільового об'єкта при різноманітних його рухах.
Прикладами таких простих моделей руху є:
- відстеження плоских об'єктів, модель руху — двовимірне перетворення (афінне перетворення або гомографія) зображення об'єкта (наприклад, початкового кадру);
- коли цільовим є жорсткий тривимірний об'єкт, модель руху визначає вигляд залежно від його положення у просторі та орієнтації;
- для стиснення відео, ключові кадри (англ. key frames) розділяють на макроблоки (англ. macroblocks). Модель руху являє собою розрив ключових кадрів, де кожен макроблок перетворюється за допомогою вектора руху, отриманого з параметрів руху;
- зображення деформовного об'єкта може бути покрите сіткою (англ. mesh), рух об'єкта задають положенням вершин цієї сітки.

Головне завдання алгоритму відстеження — це послідовний аналіз кадрів відео для оцінення параметрів руху. Ці параметри характеризують положення цільового об'єкта.

## Основні алгоритми[1]
Система візуального спостереження складається з двох основних частин:
- Подання та локалізація цільового об'єкта (Target Representation and Localization);
- Фільтрування та об'єднання даних (Filtering and Data Association).

Подання та локалізація цільового об'єкта є здебільшого висхідним процесом (англ. bottom-up process), тобто послідовним і його наступні кроки не зачіпають попередніх. Типова обчислювальна складність цих алгоритмів достатньо мала.
Ось деякі стандартні алгоритми Подання та локалізації цільового об'єкта:
- Blob tracking: сегментація інтер'єру об'єкта (наприклад, blob detection, block-based correlation або оптичний потік (optical flow));
- Kernel-based tracking (Mean-shift tracking): ітеративна процедура локалізації, що ґрунтується на максимізації критерію подібності;
- Contour tracking (відстеження контурів): пошук межі об'єкта (наприклад, активні контури або)
- Візуальне зіставляння ознак (feature matching): реєстрація (Image registration);
- Point feature tracking[2] (відстеження точкових особливостей сцени): задача формулюється так — дано послідовність зображень деякої сцени, отримана рухомою або нерухомою камерою. Потрібно отримати набір якомога точніших послідовностей координат проєкції деяких точок сцени у кожному кадрі.

Фільтрування та об'єднання даних є здебільшого низхідним процесом (англ. top-down process), котрий включає об'єднання апріорної інформації про сцену або об'єкт, що співвідноситься з динамікою об'єкта та обчисленням різних гіпотез. Обчислювальна складність цих алгоритмів зазвичай значно вища. Ось деякі стандартні алгоритми фільтрування:
- Фільтр Калмана: оптимальний рекурсивний (Bayesian filter) для лінійних функцій, що зазнають шуму за Гаусом.
- Фільтр частинок: корисний для вибірок базового простору станів розподілу нелінійних та не-гаусових процесів.